# توكينغ روك (جورجيا)
توكينغ روك (بالإنجليزية: Talking Rock, Georgia)‏ هي بلدة تقع في مقاطعة بيكينز، جورجيا بولاية جورجيا في الولايات المتحدة. تبلغ مساحتها 0.5 (كم²)، وترتفع عن سطح البحر 333 م، بلغ عدد سكانها 64 نسمة في عام 2010 حسب إحصاء مكتب تعداد الولايات المتحدة وتصل الكثافة السكانية فيها 98 نسمة/كم2.

## وصلات خارجية
- The US50 - Cities and Towns in Georgia State
- Georgia Cities and Towns, Facts, Map, Flag, Colleges, Government, and More